# Мэнсфилд, Билли
Уильям Мэнсфилд — младший (англ. William Mansfield Jr), более известный как Билли Мэнсфилд (англ. Billy Mansfield); родился в 1956 году, Гранд-Рапидс, штат Мичиган) — американский серийный убийца и растлитель малолетних, совершивший в период с 31 декабря 1975 года по 6 декабря 1980 года серию из как минимум 5 убийств девушек и женщин, сопряжённых с изнасилованиями на территории штатов Флорида и Калифорния. 6 апреля 1982 года он был осуждён на территории штата Калифорния, получив в качестве наказания пожизненное лишение свободы с правом условно-досрочного освобождения, после чего был экстрадирован на территорию штата Флорида, где в августе 1982 года он в рамках соглашения о признании вины, в обмен на отмену уголовного наказания в виде смертной казни, признал себя виновным в совершении убийств и был приговорён к четырем срокам в виде пожизненного лишения свободы с правом условно-досрочного освобождения.

## Биография
Билли Мэнсфилд родился в 1956 году в городе Гранд-Рапидс (штат Мичиган), в семье Уильяма Мэнсфилда — старшего и Вирджинии Мэнсфилд. Был старшим ребенком в семье из 7 детей. Отец Билли — Уильям Мэнсфилд — старший, также сталкивался с системой уголовного правосудия. 7 января 1947 года он был обвинен в совершении вооруженного ограбления и получил в качестве наказания 20 лет лишения свободы, но получил условно-досрочное освобождение и вышел на свободу 14 февраля 1951 года. Но в ноябре 1952 года он был возвращен в тюрьму из-за нарушения условий испытательного срока в связи с обвинением в совершении изнасилования, которое он совершил в сентябре того же года в городе Рино, штат Невада. В 1954 году он снова получил условно-досрочное освобождение и до 1964 года более не привлекался к уголовной ответственности. В период с июня 1964 года по июнь 1970 года он неоднократно подвергался арестам по обвинению в совершении таких преступлений как хулиганство и неосторожное обращение с огнестрельным оружием. В конце 1970-х Мэнсфилд — старший стал демонстрировать патологически повышенное сексуальное влечение, в 1980 году ему было предъявлено обвинение по 40 пунктам в совершении сексуальных преступлений по отношению к девочкам в возрасте от 3 до 15 лет. В ноябре того же года в рамках соглашения о признании вины он признал себя виновным и в ноябре 1980 года был приговорен к 30 годам лишения свободы.
Билли Мэнсфилд — младший детство и юность провёл в городе Гранд-Рапидс. В школьные годы отличался слабым здоровьем, благодаря чему подвергался физическим нападкам со стороны других учеников. В силу интровертности он не был популярен в округе, имел проблемы с коммуникабельностью и заработал репутацию социального изгоя. Как и его отец, будучи подростком, Мэнсфилд стал демонстрировать патологически повышенное сексуальное влечение. В 1970 году, во время обучения в 9-м классе, Билли совершил нападение на ровесницу, в ходе которого изнасиловал её. Он был арестован, но в связи с тем, что родители девочки, опасаясь огласки, запретили дочери давать показания, Мэнсфилду не было предъявлено обвинение, и он был отпущен на свободу. После ареста Мэнсфилд бросил школу и начал вести криминальный образ жизни и демонстрировать антисоциальное поведение, благодаря чему заработал репутацию хулигана. В период с 1970 года по конец 1971 года он неоднократно подвергался арестам за совершение таких правонарушений как проникновение со взломом на территорию чужой собственности, кражи, но каждый раз отделывался выплатой административного штрафа. В конце 1971 года при содействии своего знакомого Мэнсфилд получил фальшивые документы. Используя их и скрывая свой настоящий возраст, он, будучи 15-летним подростком, завербовался в армию США. Он был зачислен в сухопутные войска. Он проходил военную службу на военных базах Форт-Нокс (штат Кентукки) и Форт-Эустис (штат Виргиния), где получил специальность водителя, после чего в феврале 1972 года был отправлен для несения дальнейшей службы на военную базу, расположенную в городе Кайзерслаутерн (Германия). Во время военной службы Билли Мэнсфилд начал увлекаться алкогольными напитками и приобрёл алкогольную зависимость. В конце 1972 года он был уволен из рядов армии США и вернулся домой. В это время он был замечен в пиромании и подозревался в совершении нескольких поджогов. В начале 1973 года при невыясненных обстоятельствах случился пожар, в результате которого их дом сгорел. Впоследствии ряд членов семьи Мэнсфилда подозревали Билли в том, что он имеет причастность к поджогу дома. После происшествия семья Мэнсфилда покинула территорию штата Мичиган и переехала на территорию штата Флорида. Они остановились в городе Уики Уэши, где его отец купил участок земли и большой трейлер. 30 марта 1973 года Билли Мэнсфилд женился на 16-летней Филлис Нельсон, которая была на четвёртом месяце беременности. 22 августа того же года у Билли Мэнсфилда родился сын. Несмотря на это, Мэнсфилд в этот период снова начал вести криминальный образ жизни. В течение последующего года он 5 раз подвергался арестам по обвинению в сексуальных домогательствах, попыток изнасилования по отношению к девушкам, находящихся в возрасте от 14 до 20 лет. В январе 1974 года он был арестован по обвинению в изнасиловании двух 27-летних девушек, однако в ходе судебного процесса он показания его жертв были подвергнуты сомнению, присяжные заседатели отказались поверить в то, что 18-летний Мэнсфилд, имевший субтильное телосложение, был в состоянии одновременно удерживать под контролем двух женщин. На этом основании он был признан невиновным и был отпущен на свободу. В этот период он испытывал материальные трудности. Из-за отсутствия образования он вынужден был заниматься низкоквалифицированным трудом и сменил несколько профессий. Некоторое время он работал электриком совместно со своим отцом и младшим братом Гэри в компании «Mitton Electric Company». В 1976 году его отец решился заняться предпринимательской деятельностью, после чего основал небольшое предприятие по ремонту кондиционеров «Bill and sons». В качестве работников он привлёк своих сыновей и превратил двор своего дома в склад, где хранились старые кондиционеры, холодильники, автомобили, лодки и множество различных деталей. Однако бизнес не задался, вследствие чего, проработав в предприятии своего отца несколько месяцев, в 1977 году по приглашения друга Билли Мэнсфилд вернулся в Гранд-Рапидс, где нашёл работу. Через несколько месяцев после появления в городе он совершил изнасилование 16-летней девушки, которая заявила об этом в полицию. Мэнсфилд был арестован, ему грозило уголовное наказание в виде пожизненного лишения свободы, но, находясь в окружной тюрьме, он предложил прокуратуре округа Кент заключить соглашение о признании вины. В обмен на отмену уголовного наказания в виде пожизненного лишения свободы он согласился признать свою вину и предложил свои услуги в качестве осведомителя. Предложение было принято, после чего Мэнсфилд был посажен в камеру к Альберту Ли, который подозревался в совершении убийства 11-летней девочки. В течение двух месяцев Мэнсфилд завоевал доверие Ли, после чего тот признался ему в совершении убийства. На судебном процессе Ли Мэнсфилд выступил в качестве свидетеля обвинения, дав показания против него, на основании чего тот был осуждён. Учитывая это обстоятельство, в 1978 году на своём судебном процессе Билли Мэнсфилд был признан виновным в совершении изнасилования, но в рамках соглашения о признании вины он получил в качестве наказания 2 года лишения свободы, которое отбывал в тюрьме «Michigan State Prison», расположенной в городе Джексон.
В этот период его отношения с женой испортились, и в апреле 1979 года они развелись. Отбыв в заключении более года, Мэнсфилд получил условно-досрочное освобождение и вышел на свободу 6 февраля 1980 года. После освобождения он стал демонстрировать признаки психического расстройства, в связи с чем обратился за помощью и в течение нескольких месяцев 1980 года находился в клинике для лечения алкоголизма. Пройдя курс лечения, Мэнсфилд вернулся обратно в Уики Уэши. Вскоре он познакомился с 16-летней школьницей, которой предложил выйти за него замуж. Свадьба была назначена на 28 апреля 1980 года, но в последний момент девушка передумала и отказалась. 25 июня 1980 года Мэнсфилд был объявлен в розыск после того, как в полицию обратилась 25-летняя Памела Шерилл, которая заявила, что Мэнсфилд совершил на неё нападение и избил. Узнав об этом, Мэнсфилд со своим братом Гэри покинули территорию Флориды и переехали в город Уотсонвилл, штат Калифорния, где они нашли работу в сельской местности округа Санта-Круз под вымышленными именами. 19 ноября 1980 года личность Билли Мэнсфилда была установлена, благодаря чему он был арестован согласно ордеру на арест, выданному властями штата Флорида. Он внёс залог в размере 1575 долларов и скрылся.
7 декабря того же года частично одетое тело 29-летней Рене Салинг было найдено в наполненной водой дренажной канаве, недалеко от большой свалки, расположенной возле дороги между Уотсонвиллем и палаточным лагерем. Женщина была изнасилована и задушена Рене Салинг была коллегой братьев и проживала вместе с ними в палаточном лагере. Ряд свидетелей заявили полиции, что за день до обнаружения тела Мэнсфилд, его брат и Рене Салинг были замечены в одном из баров Уотсонвилла, после чего все трое отправились домой, в расположение палаточного лагеря. После обнаружения тела братья были объявлены в розыск. 10 декабря братья были арестованы в городе Уиннемукка, штат Невада, после чего они были экстрадированы в Калифорнию, где Билли Мэнсфилду были предъявлены обвинения в совершении убийства первой степени, а Гэри обвинение в соучастии. Во время этапирования в здание суда братья, опасаясь огласки, скрывали свои лица от фотоаппаратов и журналистов с помощью бумажных мешков, надетых на свои головы, благодаря чему получили от СМИ прозвище «The Bag Brothers» (приблизительный перевод: «Братья по мешкам»). Братья были помещены в тюрьму округа Санта-Крус под залог в ожидании судебного процесса. Свою вину они не признали.

## Разоблачение в серийных убийствах
После предъявления обвинений в совершении убийства, в начале 1981 года, в полицию округа Эрнандо обратился уличный осведомитель из числа местных жителей, чья личность не разглашалась общественности, который заявил, что на заднем дворе родительского дома Билли Мэнсфилда находятся скелетированные останки юной девушки, которые предположительно принадлежат 15-летней Элейн Зиглер, которая числилась пропавшей без вести с 31 декабря 1975 года. На основании этой информации полиция предположила вероятность Мэнсфилда к причастности к исчезновению ряда девушек и женщин, благодаря чему в начале марта того же года выдала ордер на обыск его дома и прилегающей к нему территории. В ходе обысков 17 марта 1981 года на заднем дворе дома была обнаружена неглубокая могила, в которой следователи обнаружили скелет женщины, лежащий на боку в позе эмбриона, накрытый покрывалом.
Кроме этого, в могиле была обнаружена связка ключей. Найденные кости были подвергнуты судебно-медицинской экспертизе, по результатам которой подтвердилось, что кости принадлежат девушке в возрасте до 20 лет, которые пролежали в земле более 1 года.
Вскоре по найденным в могиле кольцам и ожерелью, а также с помощью стоматологических рентгеновских снимков челюстей, останки были идентифицированы как принадлежащие 15-летней Эллейн Зиглер, которая в конце 1975 года приехала из штата Огайо в Уики Уэши вместе с родителями на новогодние каникулы и пропала без вести. В последний раз её видели живой в 22:30 31 декабря 1975 года на расстоянии 9 миль от дома Мэнсфилда, разговаривающей с мужчиной в возрасте 20 лет за рулем четырёхдверного автомобиля марки Ford 1966 года выпуска синего цвета. Поиски, организованные шерифом округа Эрнандо в январе 1976 года с участием 50 сотрудников правоохранительных органов и десятков добровольцев, не принёс результатов, вследствие чего одной из версий исчезновения девушки стала версия побега, несмотря на то, что согласно заявлениям её родственников, Зиглер была образцовым подростком и не была замечена в бродяжничестве.
После обнаружения первых останков полиция заявила, что согласно информации того же осведомителя на территории домовладения Мэнсфилдов существует еще одно захоронение девушки, которую Мэнсфилд убил около года назад, благодаря чему работы по поиску захоронений были продолжены с участием экскаватора и другой различной техники. В 20-х числах марта следователи округа Эрнандо обнаружили второй набор костей, почерневших и обугленных от горения возле пристройки к дому, в которой Мэнсфилд соорудил камин. Шериф Чак Кросби предположил, что кости могли быть сожжены в камине дома, после чего пепел мог быть разбросан под его стенами. Он заявил, что одной из потенциальных жертв Мэнсфилда является 21-летняя Сандра Грэхэм, которая пропала без вести 26 апреля 1980 года, после посещения бара «Pam’s Liquor Lounge» в городе Тампа и чье имя было названо осведомителем
25 марта 1981 года следователи обнаружили второй скелет. На основании судебно-медицинской экспертизы было установлено, что он также принадлежал несовершеннолетней девушке, находящейся в возрасте около 13 лет. К 9 апреля 1981 года в ходе эксгумационных работ были найдены скелетированные останки ещё двух жертв. Один из скелетов на основании анализа прижизненных стоматологических рентгеновских снимков челюстей был идентифицирован как принадлежащий Сандре Грэхэм. В результате расследования полицией был найден свидетель, который заявил, что в ночь исчезновения Грэхэм была замечена разговаривающей с Билли Мэнсфилдом.
Личности двух других жертв идентифицировать не удалось, благодаря чему в одной из криминалистических лабораторий была выполнена графическая реконструкция лиц, сделанная по черепам. Полиция округа Эрнандо распространила фотографии восстановленных лиц по всей стране в надежде, что кто-нибудь опознает их. Одна из жертв описывалась как белая женщина ростом чуть более 150 см, находившаяся на момент смерти в возрасте от 22 до 30 лет. Вторая жертва, чьи останки были обнаружены 3 апреля, была девушкой ростом чуть более 150 см в возрасте от 13 до 18 лет, вероятно, латиноамериканского происхождения. Из-за высокой степени разложения трупов судмедэксперт не смог установить цвет волос или глаз этих двух девушек, установив только то, что они были предположительно убиты до 1979 года. Следователи заявили, что жертвы были, скорее всего, задушены и перед смертью были связаны, так как во время раскопок среди костей было обнаружено несколько кусков проволоки, один из кусков которых был обвязан вокруг костей запястья одного из скелетов. После обнаружения последних костей эксгумационные работы продолжались ещё несколько дней, но безрезультатно, после чего 16 апреля 1981 года работы по обнаружению останков были свёрнуты.
В этот период шериф округа Эрнандо заявил, что полиция на основании показаний все того же тайного осведомителя, чьё имя не разглашалось общественности, планировала найти останки 5-й и 6-й жертв
В начале апреля 1981 года по обвинению в совершении кражи был арестован ещё один из братьев Билли Мэнсфилда — 18-летний Робби Мэнсфилд и муж его сестры, вследствие чего в конце апреля мать братьев — Вирджиния Мэнсфилд дала интервью журналистам, во время которого заявила о том, что после ареста пятерых членов семьи оставшиеся члены семьи после массового освещения в СМИ событий, происходивших на территории двора их дома и других различных подробностей, стали подвергаться физическим нападкам со стороны жителей города и туристов, вследствие чего превратились в изгоев. Она отказалась поверить в причастность своего сына к серийным убийствам, хотя и вынужденно признала тот факт, что в состоянии алкогольного опьянения Билли был замечен в проявлении агрессивного поведения по отношению к девушкам и женщинам.

## Судебные процессы
Судебный процесс по обвинению в совершении убийства Рене Саллинг открылся в июле 1981 года. Незадолго до открытия процесса Мэнсфилд и его адвокаты подали ходатайство об изменении места проведения судебного процесса. Его адвокаты справедливо отметили, что в связи с популяризацией имени Билли Мэнсфилда существовала маленькая вероятность того обстоятельства, что он сможет получить справедливый суд. Ходатайство было удовлетворено, вследствие чего судебный процесс состоялся в городе Сан-Рафаел, расположенного на расстоянии 100 миль от Уотсонвилла, где произошло убийство Салинг. Основную доказательную базу обвинения составили показания свидетелей, видевших Рене Салинг вместе с Мэнсфилдом в ночь исчезновения женщины, а также моток ниток, обнаруженных на брюках Билли Мэнсфилда, который по результатам криминалистической экспертизы ворсовых покрытий был признан частью блузки Рене Салинг. Адвокаты, в свою очередь, заявили о невиновности своего подзащитного, заявив, что, несмотря на разорванную одежду и спущенное нижнее бельё, на теле Салинг не было обнаружено следов избиения, свидетельствующих об изнасиловании, а на верёвке, которая послужила орудием убийства и осталась на шее жертвы — не было найдено отпечатков пальцев Мэнсфилда, свидетельствующих о его причастности к этому преступлению.
В конечном итоге мнения жюри присяжных заседателей разделились, в результате чего они не смогли вынести никакого вердикта. Повторное судебное разбирательство было назначено на 16 октября 1981 года. В этот период его брату Гэри было предложено заключить соглашение о признании вины в обмен на дачу показаний против своего брата, прокуратура округа обязывалась снять с него обвинения в соучастии в убийстве, которое Гэри Мэнсфилд принял. В связи с этим обстоятельством открытие повторного судебного разбирательства по ходатайству стороны обвинения было отсрочено на 6 месяцев, до февраля 1982 года. В этот период по обвинению в совершении кражи со взломом был осуждён брат Билли — 18-летний Робби Мэнсфилд, который получил в качестве наказания 3 года лишения свободы.
27 октября 1981 года с помощью 22-летнего сокамерника Бена Барригэна Билли Мэнсфилд совершил побег из окружной тюрьмы. Освободившись от цепи вокруг талии, к которой были прикованы наручниками их руки, преступники преодолели проволочное заграждение прогулочного двора, после чего забрались на крышу одного из зданий. Пройдя несколько десятков метров по крыше, Мэнсфилд и Барригэн спрыгнули с 6-метровой высоты на землю за пределами учреждения и попытались добраться до лесистой местности в районе реки Сан-Лоренцо. Однако вскоре они были замечены рядом жителей города, после чего полицией была начата поисковая операция с привлечением кинологов и собак. По прошествии 11 часов с момента совершения побега Билли Мэнсфилд в состоянии крайней усталости был арестован без происшествий на расстоянии нескольких километров от места побега в лесистой местности. Его сообщник Бен Барригэн был арестован через полчаса, после чего оба заключённых были успешно возвращены в тюрьму.
В январе 1982 года прокуратура округа Эрнандо объявила о том, что главным подозреваемым в деле убийства четырёх девушек и женщин, останки которых были найдены на территории дома Мэнсфилдов — является Билли Мэнсфилд и официально предъявило ему новые обвинения.
Повторное судебное разбирательство по обвинению в убийстве Рене Салинг началось 8 февраля 1982 года. На этом судебном процессе ключевыми свидетелями обвинения стали Гэри Мэнсфилд и девушка, которая проходила в уголовном деле под кодовым именем «Синди». Выступая в суде в качестве свидетелей обвинения, Гэри Мэнсфилд и Синди дали показания против Билли Мэнсфилда и детально поведали о том, как развивались события во время убийства Салинг. Сам Мэнсфилд отказался признать себя виновным. Под давлением свидетельских показаний он вынужденно признал, что вместе с братом и Синди действительно находился 6 декабря 1980 года в баре, но заявил, что покинул бар в 1.45 утра 7 декабря вместе со своим братом и Синди, в то время как Рене Салинг осталась на парковке заведения. Тем не менее, 23 февраля 1982 года вердиктом суда присяжных заседателей он был признан виновным в совершении убийства Рене Салинг. После оглашения приговора председатель жюри присяжных заявила, что, помимо улик и свидетельских показаний, на обвинительный вердикт повлияли попытка Мэнсфилда скрыться с территории штата Калифорния после убийства Салинг и его побег, совершённый из окружной тюрьмы Santa Cruz County Jail в октябре 1981 года. Мать Мэнсфилда, после вынесения обвинительного вердикта её сыну, дала очередное интервью журналистам, в котором заявила, что Билли Мэнсфилд положительно отнёсся к вынесенному вердикту, заявив: «возможно, так будет лучше» (англ. «Maybe it will work out better this way»).
На основании вынесенного вердикта, 6 апреля 1982 года, Билли Мэнсфилд был признан виновным и получил в качестве наказания пожизненное лишение свободы с правом условно-досрочного освобождения по отбытии 25 лет лишения свободы, после чего был экстрадирован на территорию штата Флорида для предания суду по другим обвинениям.
Судебный процесс открылся в мае 1982 года. По совету своих адвокатов Мэнсфилд согласился заключить соглашение о признании вины. В обмен на отмену уголовного наказания в виде смертной казни в отношении самого себя он признал себя виновным в четырёх убийствах, на основании чего 5 августа 1982 года получил в качестве наказания четыре срока в виде пожизненного лишения свободы с правом условно-досрочного освобождения по отбытии 25 лет заключения.
Через два дня после вынесения приговора четверо заключённых окружной тюрьмы «Hernando County Prison», где содержался на тот момент Билли Мэнсфилд, совершили попытку побега. Четверо сокамерников совершили нападение на ряд охранников. Подавив их сопротивление, заключённые отобрали ключи, вышли из камеры и захватили одну из комнат охраны, после чего освободили ещё восьмерых заключённых. В поисках выхода из тюрьмы они перешли в другое тюремное здание, где содержались Мэнсфилд и 37-летний Роберт Дейл Хендерсон, который также был приговорён к пожизненному лишению свободы за совершение нескольких убийств. Хендерсон присоединился к побегу, в то время как Билли Мэнсфилд по неустановленным причинам ответил отказом и остался в своей камере. Впоследствии, из-за действий сотрудников охраны и угроз применения оружия, все участники побега сдались через 15 минут после его начала. В дальнейшем всем участникам побега были предъявлены новые обвинения.

## Последующие события
По постановлению суда Мэнсфилд был обязан отбыть уголовное наказание в штате Флорида только после отбытия аналогичного наказания на территории штата Калифорния, вследствие чего в конце 1982 года он снова был возвращен в Калифорнию, где провёл все последующие годы в разных пенитенциарных учреждениях. В 1996 году он получил право подать ходатайство на условно-досрочное освобождение, но на слушание он не явился, и ходатайство было отклонено. В дальнейшем он подавал подобные ходатайства ещё 3 раза, но ему всегда было отказано в освобождении. В 2007 году, во время третьего слушания по его условно-досрочному освобождению, ему снова было заочно отказано в освобождении, так как он снова не явился.
В 2012 году, во время четвёртого слушания Билли Мэнсфилд впервые его посетил, но отказался обсуждать свои преступления или мотивы и не выразил раскаяние в содеянном. Он заявил, что единственной причиной подачи ходатайства стало стремление получить УДО в штате Калифорния и добиться перевода для отбытия уголовного наказания на территории штата Флорида, где проживали его родители и другие родственники. Также на слушании Мэнсфилд вынужденно признал, что в действительности не имеет надежды когда-либо получить условно-досрочное освобождение и оказаться на свободе. В конечном итоге он был признан непригодным для освобождения. Его ходатайство было отклонено и ему было запрещено подавать подобные ходатайства до 2022 года.
Во время заключения Билли Мэнсфилд подозревался в совершении убийств ещё ряда девушек, которые пропали без вести в конце 1970-х годов. Так, он подозревался в убийствах 19-летней Синтии Клементс, 19-летней Элизабет Маргарет Грэхэм и 18-летней Кэрол Энн Барретт. Однако в 1998 году в совершении убийства двух девушек, в том числе в убийстве Элизабет Грэхэм признался 57-летний осуждённый преступник Джеймс Делано Уинклс. В 2003 году он был признан виновным и получил в качестве наказания смертную казнь. Всего же Уинклс признался в совершении более 60 убийств девушек и женщин на территории округа Пинеллас и стал подозреваемым в совершении убийства Синтии Клементс.
27 октября 2020 года Билли Мэнсфилд получил вторую волну известности, после того, как полиция округа Эрнандо снова провела обыск в его родительском доме в городе Уики Уэши, в котором проживал его младший брат 63-летний Гэри Мэнсфилд и их 95-летний отец. По наводке осведомителя в доме в ходе обыска были обнаружены наркотические средства, после чего Гэри Мэнсфилд был арестован и ему было предъявлено обвинение в хранении и распространении наркотиков. После ареста Гэри Мэнсфилд заявил полиции, что помимо запрещённых средств, по всей территории участка земли, на котором расположен дом, захоронено множество трупов. В подтверждение своих слов он указал несколько мест, из которых в ходе раскопок были эксгумированы человеческие кости, в связи с чем было начато новое расследование с целью установить настоящее количество жертв Билли Мэнсфилда, дату их смерти и причастность к совершению убийств отца и братьев Мэнсфилда. Отец Билли Мэнсфилда — Уильям Мэнсфилд — старший получил условно-досрочное освобождение и вышел на свободу в мае 1990 года.